# يان أيريس (أستاذ جامعي)
يان أيريس (بالإنجليزية: Ian Ayres) هو أستاذ جامعي أمريكي، ولد في 1959.